# Шанель, Пьер
Пьер-Луи-Мари Шанель (фр. Pierre-Louis-Marie Chanel; 12 июля 1803[…], Монревель-ан-Брес — 28 апреля 1841[…], Футуна) — французский католический священник и миссионер. Почитается Католической церковью как святой и мученик.

## Биография
С 1819 года Пьер Шанель обучался в семинарии, с 1823 года — в младшей семинарии в коммуне Мексимьё, а с 1824 года в старшей семинарии в Бру.
Вместе с другими 24 выпускниками семинарии Пьер Шанель был рукоположён в сан священника 15 июля 1827 года епископом Дэви. Некоторое время после он провел в качестве помощника священника в Амберю. Там он познакомился с Клодом Бретом, который стал его другом и одним из основателей Общества Марии.
С молодости Пьер Шанель мечтал о миссионерстве, и эти его мечты подкреплялись письмами от бывшего викария в Амберю, который стал миссионером в Индии.
В 1828 году Пьер Шанель написал письмо епископу Белли с просьбой отправить его в миссию. Епископ ему отказал и назначил приходским священником в Крозе. В это же время он познакомился с группой епархиальных священников, которые собирались организовать новую миссию.
В 1831 году он стал членом Общества Марии, которое основное внимание уделяло заграничной миссионерской работе. Общество решило использовать его таланты на месте, и в течение пяти лет он был духовным отцом в семинарии в Белле. В 1833 году Шанель сопровождал отца Жан-Клода Колина в Рим, куда они поехали за благословением для вновь образовавшегося общества. В 1836 году Папа Римский Григорий XVI утвердил миссионерское общество, которое сразу же попросило послать миссию на острова юго-западной части Тихого океана. Шанель, принявший монашеский постриг 24 сентября 1836 года, возглавил группу миссионеров, отплывшую из Гавра 24 декабря 1836 года. Их сопровождал епископ Жан Батист Помпальер, которому римский папа Григорий XVI поручил возглавить епископство Западной Океании. Он оказался в Новой Зеландии в 1838 году, а в 1848 году стал первым епископом Окленда.
В пути отец Клод Брет заболел и умер 20 марта 1837 года.
Штаб-квартирой миссии должен был стать остров Увеа, где были высажены двое миссионеров. Сам Шанель отправился на соседний Футуна, в сопровождении Мэри-Низир Делорма и Томаса Боага, которого они подобрали на островах Тонга. Они прибыли на место 8 ноября 1837 года.

### Мученичество
Первоначально группа миссионеров была принята благосклонно королём Ало Ниулики, который тогда владел всем островом. Но как только миссионеры изучили местный язык и стали проповедовать, король начал высказывать своё недовольство. Он полагал, что христианство помешает ему как первосвященнику и королю. Когда сын короля Меитела решил принять крещение, король послал лучшего воина, своего зятя Мусумусу, чтобы тот воспрепятствовал этому. Мусумусу первоначально пошёл к Меителе, и они подрались. Раненый в драке Мусумусу пошёл к Шанелю, симулируя потребность в медицинской помощи. Когда Пьер Шанель ухаживал за ним, Мусумусу ударил Шанеля топором по голове. От полученной травмы святой отец скончался 28 апреля 1841 года.
Известие о смерти Пьера Шанеля достигло внешнего мира только через несколько месяцев. Прошёл почти год, пока члены общества Марии во Франции узнали об этом. Через две недели после убийства американское торговое судно «Уильям Хэмильтон», взяло на борт Мэри-Низир, Боага и других и доставило их на остров Увеа (прибыли 18 мая 1841 года). Потом оно пришвартовалось в Корорарека, Новая Зеландия, где Мэри-Низир рассказала представителю Помпальера, отцу Жан-Батисту Епалю, что Пьер Шанель убит.

## Мощи
Узнав о смерти Шанеля, епископ Помпальер вместе с отцом Филиппом Виардом на шхуне Санта-Мария 19 ноября 1841 года отправились на острова Уоллис и Футуна. Они прибыли на Увеа 30 декабря 1841 года. Местный миссионер, отец Батальон, убедил епископа остаться на этом острове, а Филипп Виард отправился на Футуна, куда прибыл 18 января 1842 года. Местный вождь Агили согласился на эксгумацию тела Шанеля. По просьбе Виарда судовой врач осмотрел тело и подтвердил, что Шанель погиб именно так, как описывал Мэри-Низир. Тело святого было забальзамировано, обернуто в полотнища и помещено в бочку. В таком виде оно было доставлено в Новую Зеландию 3 мая 1842 года.
В Новой Зеландии останки были помещены в гроб из «дерева хорошего качества» и оставались там до 1849 года. 15 апреля 1849 они покинули Окленд на судне Маукин и 4 мая прибыли в Сидней. 1 февраля 1850 года отец Бернин отправился с останками во Францию, куда они прибыли 1 июня 1850 года.

## Возвращение на Футуна
Несмотря на мученическую смерть, Пьер Шанель выполнил свою миссию. Помпальер призвал отцов Кетрин Серванта, Франсуа Рулло-Дюбиньона и брата Мэри-Низира вернуться на остров. Они прибыли 9 июня 1842 года. Почти весь остров уже принял католицизм. Даже Мусумусу уверовал. Он просил похоронить его так, чтобы те, кто шёл в церковь в Пои, чтобы почтить Пьера Шанеля, шли по его могиле.

## Факты и домыслы
Важным моментом агиографии Святого является то, что жители острова очень быстро уверовали. (Правда, между гибелью Шанеля и прибытием священников началось восстание островитян, которое было подавлено с помощью военной силы, так что высокий процент католического населения мог быть вызван и гибелью не-католиков, и принятием населением католицизм с целью избежать репрессий). Поэтому уже в 1889 году Шанель был беатифицирован как мученик и канонизирован в 1954 году римским папой Пием XII (стал святым покровителем Океании). Сохранились 2 из 3 его записных книжек, по которым можно оценить его деятельность как миссионера.
Многие путают место мученичества Шанеля, называя остров Футуна (Вануату) из группы островов Новые Гебриды (принадлежат государству Вануату).
Как своего рода раскаяние, футунанцы посвятили Пьеру Шанелю специальную песню и танец, который исполняется также на островах Тонга. 28 апреля является официальным праздником на островах Уоллис и Футуна. Мощи святого были возвращены на остров в 1977 год. С этого времени они хранятся в восьмиугольной часовне рядом с главной церковью в Пои. Мощи помещены в стеклянной витрине около входа, а в расположенной рядом серебряной шкатулке находится череп святого. Камнями на полу церкви отмечено точное место, где он был убит. В маленькой комнате музея позади витрины хранятся вещи, принадлежавшие святому отцу.

## Молитва
«Святой Пьер Шанель, вы покинули родную страну, чтобы проповедовать Иисуса, Спасителя мира, народам Океании. Направляемый Божьим духом, благородной силой, вы несли любовь даже ценой своей жизни. Сделайте так, чтобы мы могли прожить свою жизнь в мире, радости и любви. Может ваши молитвы и ваш пример приблизят царство Божье на земле».